# دایو کندی
دایو کندی یک روستا در ایران است که در شهرستان خلخال واقع شده‌است. دایو کندی ۷۸ نفر جمعیت دارد.